# Pointe de la Beccaz
La pointe de la Beccaz est un sommet de France situé en Haute-Savoie.

## Géographie

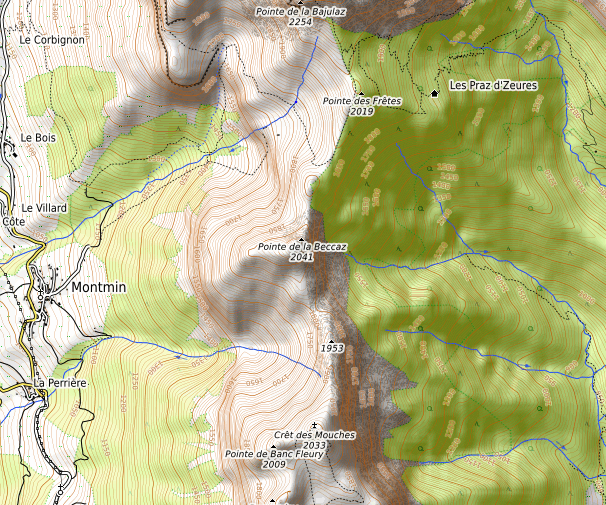
Carte topographique.

Le sommet qui s'élève à 2 038 mètres d'altitude marque le point culminant d'un petit chaînon montagneux qui s'étire au sud de la Tournette, au-dessus de Faverges. Les autres sommets de la montagne sont le crêt des Mouches à 2 032 mètres d'altitude, la pointe de Banc Fleury à 2 009 mètres d'altitude, le Bonverday à 1 879 mètres d'altitude et la pointe de Chauriande à 1 801 mètres d'altitude, tous situés au sud. Ces sommets marquent les rebords surélevés d'un synclinal perché reposant sur des terrains du Hauterivien, cerné de falaises de calcaire urgonien dont le rocher d'Arclosan au sud-est et orienté selon un axe nord-sud. Entre les parois rocheuses s'étagent des pelouses alpines dans des terrains du Sénonien dont l'une autour des chalets d'Arclosan a servi d'alpage.
La pointe de la Beccaz n'est pas accessible via un sentier de randonnée. En revanche, un sentier accessible depuis Montmin ou Saint-Ferréol arrive à l'extrémité méridionale de la montagne et permet de gagner le crêt des Mouches et la pointe de Banc Fleury par les chalets d'Arclosan.

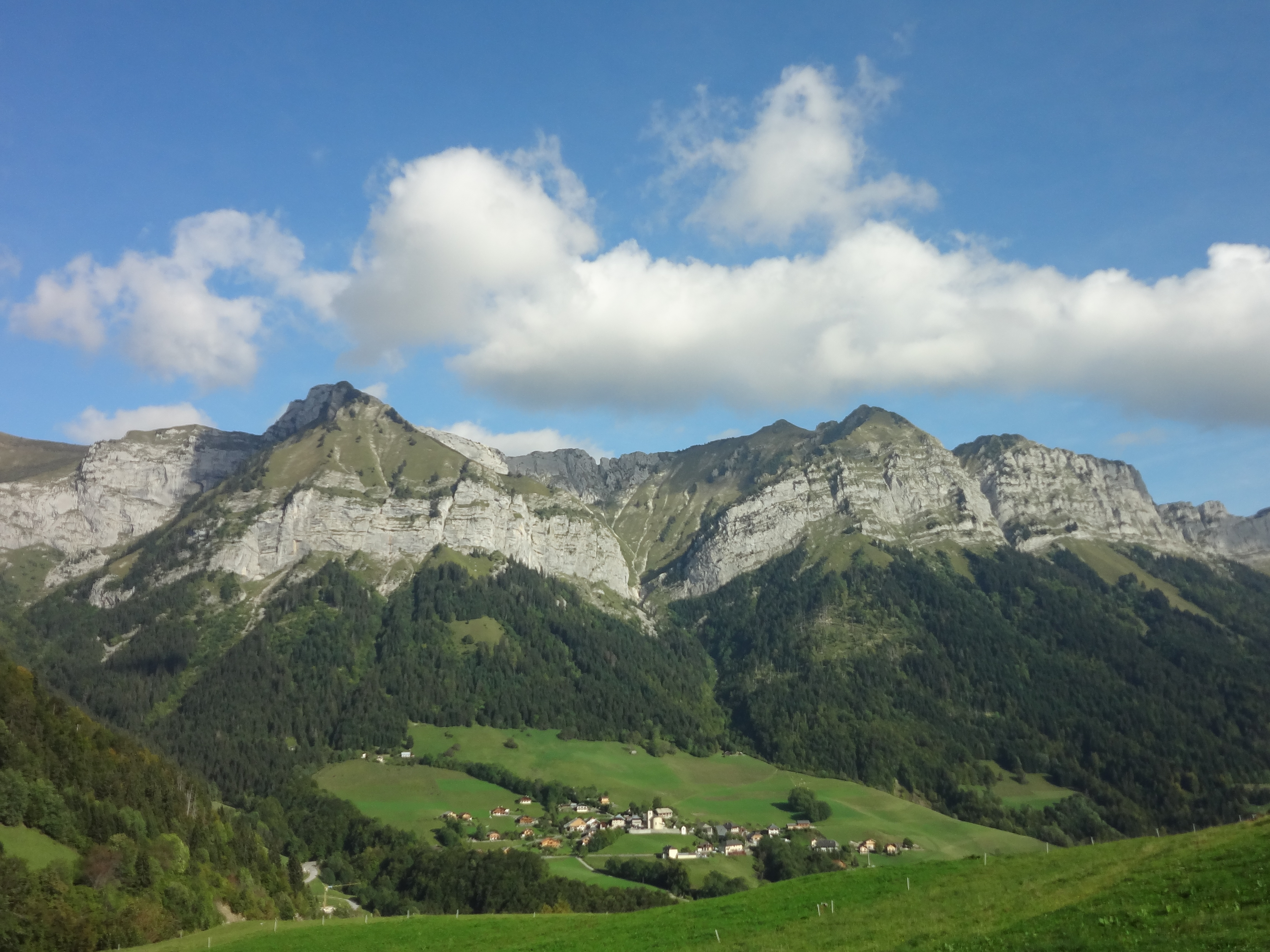
Vue du synclinal d'Arclosan depuis le col de la Forclaz à l'ouest avec, de gauche à droite, la pointe de la Beccaz, le crêt des Mouches, la pointe de Banc Fleury et le Bonverday dominant le village de Montmin.